# Ardstraw
Ardstraw (Ard Sratha in gaelico irlandese) è un comune dell'Irlanda del Nord, situato nella contea di Tyrone.